# Marquesat de Villaurrutia
El Marquesat de Villaurrutia és un títol nobiliari espanyol creat el 19 de juny de 1906 pel rei Alfons XIII a favor de Wenceslao Ramírez de Villaurrutia, Senador del Regne, Ambaixador a Viena, París, Roma i Londres, Acadèmic de la Reial Acadèmia de la Història, etc.

## Marquesos de Villaurrutia
|                         | Titular                                       | Període                 |
| Creació per Alfons XIII | Creació per Alfons XIII                       | Creació per Alfons XIII |
| ----------------------- | --------------------------------------------- | ----------------------- |
| I                       | Wenceslao Ramírez de Villaurrutia             | 1906-1933               |
| II                      | Fernando Ramírez de Villaurrutia y Camacho    | 1934-1943               |
| III                     | José María de Lanza y Ramírez de Villaurrutia | 1943-1957               |
| IV                      | Wenceslao de Lanza y Ramírez de Villaurrutia  | 1957-1958               |
| V                       | Wenceslao de Lanza de Mazzarino               | 1958-actual titular     |

## Història dels Marquesos de Villaurrutia
- Wenceslao Ramírez de Villaurrutia y Villaurrutia (1850-1933), I marquès de Villaurrutia.

1. Casat amb la seva cosina María Luisa Ramírez de Villaurrutia.
2. Casat amb Ana Camacho y Díaz-Durán. El succeí, del seu segon matrimoni, en 1934, El seu fill:

- Fernando Ramírez de Villaurrutia y Camacho, II marquès de Villaurrutia. El succeí, en 1943, el seu nebot:

- José María de Lanza y Ramírez de Villaurrutia, III marquès de Villaurrutia. El succeí, per cessió en 1957, el seu germà:

- Wenceslao de Lanza y Ramírez de Villaurrutia, IV marquès de Villaurrutia. El succeí:

- Wenceslao de Lanza de Mazzarino, V marquès de Villaurrutia.